# زيغبورغ
زيغبورغ (بالألمانية: Siegburg) هي بلدة ألمانية تقع في ألمانيا في Rhein-Sieg-Kreis. يقدر عدد سكانها بـ 39,192 نسمة .

## المدن التوأمة
مدن نوجينت سور مارن، Bolesławiec، سلجوق، غوآردا و غوآردا هي مدن توأمة لـزيغبورغ.

## أعلام
- فيرنر ماير
- ماكسيم
- فولفغانغ أوفيرات
- اكسيل بيليغاسين
- جوزيف هرمان مور
- آدم كارل بيتري
- سيرتان يبجينوغلو